# Riu
|  | Per a altres significats, vegeu «Riu (desambiguació)». |

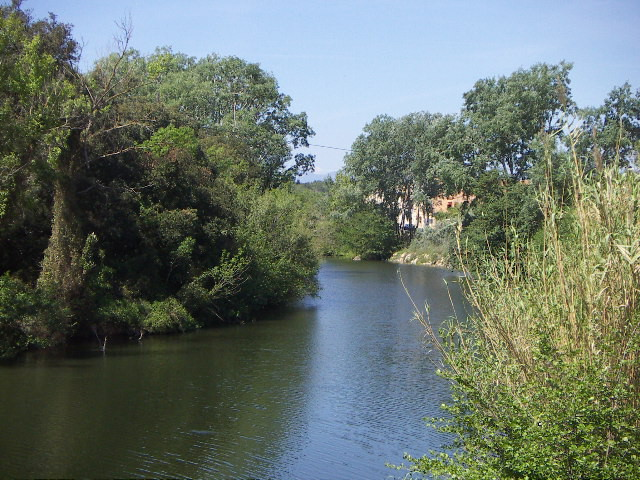
La Muga a l'Empordà.

Un riu és un corrent natural d'aigua que flueix amb continuïtat. Posseïx un cabal determinat i desemboca al mar, en un llac o en un altre riu, que en aquest últim cas es denomina afluent. Algunes vegades acaben en zones desèrtiques on les seves aigües es perden per infiltració i evaporació. Quan el riu és de poc cabal rep el nom de rierol.

## El cicle de l'aigua

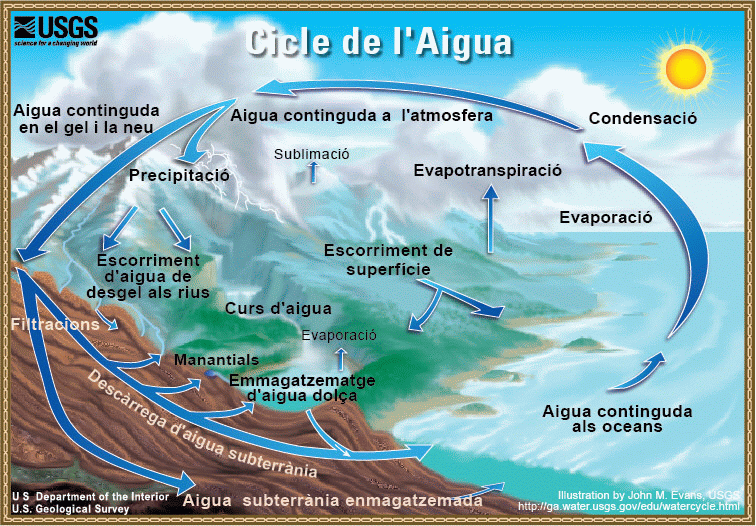
El cicle de l'aigua.

Els rius formen part de la circulació general de l'aigua o cicle hidrològic. La presència de grans quantitats d'aigua és el que distingeix la Terra d'altres planetes coneguts, i el que hi fa possible la vida. A la Terra hi ha més de 1.400 milions de km³ d'aigua que són contínuament reciclats i transformats al seu pas pels oceans, l'atmosfera, la biosfera i la geosfera.
Si es mesura la quantitat d'aigua de cadascun dels components del cicle hidrològic, la dels rius només representa una petita part del sistema. La major part és aigua salada, ja que els oceans contenen 96,5% de l'aigua del nostre planeta. 3,5% restant és aigua dolça, concentrada principalment a les reserves de les regions fredes (69% del total, i en forma de casquets polars, glaceres i dipòsits nivals) o en el subsòl, en forma d'aigua subterrània (30% del total). Els llacs en contenen el 0,25%, mentre que l'atmosfera n'acumula 0,4%. L'aigua dels rius només addiciona un reduït 0,006% de l'aigua dolça de la Terra, però té una importància que compensa el seu escàs volum. Això es deu al fet que l'aigua dels rius, en fluir a causa de la gravetat, erosiona i modela el paisatge, transportant i dipositant roques i sediments. Una altra raó és que l'aigua constitueix un recurs natural renovable, tant per als humans com per a la resta d'animals i, també, per a les plantes.
El cicle hidrològic s'inicia quan l'aigua s'evapora des dels mars i oceans a l'atmosfera. L'aigua atmosfèrica torna a la Terra en forma de precipitacions de pluja, calamarsa o neu. La quantitat d'aigua que arriba a terra depèn de diversos factors, però, en general, les terres altes reben més aigua que les baixes i és per això que a les muntanyes neixen la majoria dels rius. Les plantes, sobretot els arbres, capten part de les precipitacions, fins i tot, abans d'arribar a terra. La tala d'arbres i la seva substitució per conreus (desforestació) augmenta la velocitat i la quantitat d'aigua de pluja que arriba a terra, amb la consegüent erosió puntual dels sòls i el risc d'inundacions.
Les precipitacions que arriben a terra s'infiltren en els sòls, percolant fins a la capa freàtica per esdevenir aigua subterrània. O bé, flueixen lentament, vessant avall, en forma de rierols. No tota l'aigua que cau durant les grans tempestes és capaç de filtrar-se: en aquells indrets on, per l'acció humana, s'ha compactat la superfície del sòl o ha estat coberta de ciment, o en aquells llocs ja saturats d'aigua, l'excés de líquid s'acumula en la superfície i flueix vessant avall, fins al curs d'aigua més proper, en forma de rierols. El riu completa el cicle hidrològic en recollir l'aigua de la seua zona d'influència (conca de drenatge) i portar-la als oceans i llacs, per a substituir així l'aigua que s'evapora.

## Règim hidrològic
La quantitat d'aigua que circula per un riu per unitat de temps és el cabal, aquest varia en el temps i en l'espai. Aquestes variacions defineixen el règim hidrològic d'un riu. Les variacions temporals es donen durant o just després de fortes precipitacions o de la fusió de la neu, i tota aquesta aigua líquida incrementa el cabal d'un riu. En casos extrems es pot produir una crescuda quan l'aportació d'aigua és més gran que la capacitat del riu per evacuar, desbordant-se i cobrint les zones planes properes (plana d'inundació). L'aigua que circula sota terra (subterrània) triga molt més a alimentar el cabal d'un riu i hi pot arribar dies, setmanes o mesos després de la pluja o de la fosa de la neu. El cabal d'un riu aportat per les aigües subterrànies fluctua en funció de l'alçada del nivell freàtic. Si no plou en absolut o la mitjana de precipitacions és inferior al normal durant llargs períodes, el riu pot arribar a assecar-se quan l'aportació d'aigua de pluja acumulada en el sòl i el subsòl es redueixi a zero. Això pot tindre conseqüències desastroses per a la vida del riu i les seues ribes, i per a la gent que en depengui per al seu subministrament d'aigua.
La variació espacial es dona perquè el cabal d'un riu augmenta aigües avall, a mesura que va recollint les aigües de la conca de drenatge i les aportacions de les conques d'altres rius que s'hi uneixen com a tributaris. Degut a això, el riu acostuma a ésser petit a les muntanyes, prop del seu naixement, i molt més gran a les terres baixes, properes a la seua desembocadura. En són una excepció els deserts, en els quals la quantitat d'aigua que es perd per la filtració o evaporació en l'atmosfera és superior a la quantitat que aporten els corrents superficials. Per exemple, el cabal del riu Nil disminueix notablement quan descendeix des de les muntanyes del Sudan i Etiòpia, a través del desert de Núbia i del Sàhara, fins a la Mar Mediterrània.

### Cabal ecològic
L'expressió cabal ecològic referida a un riu o a qualsevol altre curs d'aigua corrent, és una expressió que pot definir com l'aigua mínima necessària per preservar els valors ecològics al llit fluvial d'aquest, com:
- Els hàbitats naturals, que alberguen una riquesa de flora i fauna,
- Les funcions ambientals com dilució de pol·luents,
- Amortiment dels extrems climatològics i hidrològics,
- Preservació del paisatge.

La determinació del cabal ecològic d'un riu o riera es fa segons un acurat anàlisi de les necessitats mínimes dels ecosistemes existents a l'àrea d'influència de l'estructura hidràulica que d'alguna manera modificarà el cabal natural del riu o rierol.

### Riuades

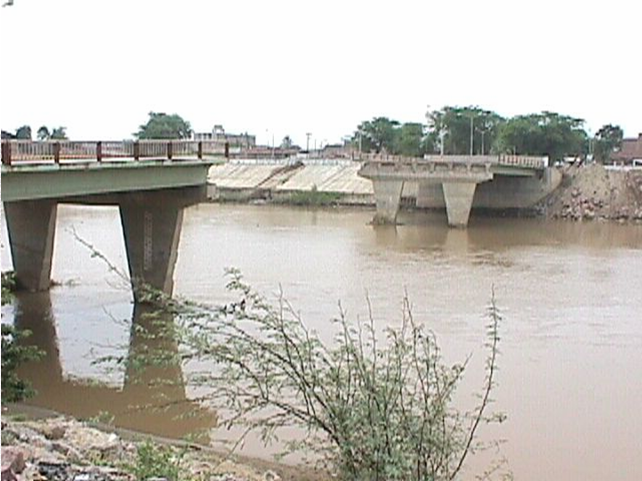
Pont destruït per una riuada

Una riuada (en alguns llocs es denomina també com crescuda, avinguda o pantanada) és l'elevació del nivell d'un curs d'aigua significativament més gran que el flux mitjà d'aquest. Durant la crescuda, el cabal d'un curs d'aigua augmenta en tals proporcions que el llit del riu pot resultar insuficient per contenir-lo. Llavors l'aigua el desborda i envaeix el llit gran, també anomenat plana al·luvial. Una crescuda elemental només afecta a un o més afluents i pot tenir causes molt diferents: pluvial, a causa de les pluges contínues sobre una conca poc permeable o que ja s'ha amarat d'aigua; nival, provocada per la fusió de les neus, el desglaç que provoca la ruptura de l'obstacle congelat que retenia les aigües, etc. Moltes vegades dos o més d'aquestes causes simples sumen els seus efectes i el riu, sobretot després d'haver rebut les aigües de diversos afluents importants, experimenta una crescuda complexa. Així és com els xàfecs primavera els poden agreujar considerablement una crescuda nival.
D'altra banda, les avingudes es poden caracteritzar segons la seva variabilitat en el temps, així es poden distingir:
- Avingudes periòdiques, que generalment no causen danys, i fins i tot són benèfiques, com per exemple les del riu Nil previ a la construcció de la presa d'Assuan, on contribuïen a la fertilitat de la vall sota del riu. Aquest tipus de crescuda és de llarga durada, i pot durar setmanes o mesos. Són causades per les variacions climàtiques de vastes regions de la conca hidrogràfica. Són previsibles, es poden prendre mesures de protecció per evitar o minimitzar els danys.
- Avingudes excepcionals: Aquestes són causades per precipitacions intenses sobre tota la conca o part d'aquesta. Són difícilment previsibles, per a això cal una xarxa de monitoratge operada en temps real. Generalment causen danys a les poblacions i a la infraestructura econòmica.
- Combinació d'ambdues: Generalment causen danys, són difícilment previsibles si no es disposa d'una xarxa de monitoratge en temps real.

Les principals característiques d'una avinguda són:
- El seu cabal màxim, o pic, fonamental per al dimensionament de les obres de protecció linears o defenses riberenques;
- El volum de l'avinguda;
- La velocitat amb què augmenta el seu cabal.

Aquestes característiques, per a un mateix tipus de precipitació (és a dir, mateixa intensitat i temps d'aiguat), varien en funció de característiques intrínseques de la conca: la seva extensió, el pendent i tipus del terreny, etc., i també de característiques modificables per les activitats antròpiques: la cobertura vegetal, els tipus de preparació del sòl per a l'agricultura, les àrees impermeabilitzades com a àrees urbanes, etc.
Entre les causes que agreugen la importància de les crescudes es troben:
- La impermeabilitat del sòl de la conca, a més del seu pendent excessiu i falta de vegetació que fan que l'aigua discorri veloçment i no s'infiltri.
- Els llits estrets i amb pendents molt accentuades, que no poden conservar volums suficients d'aigua suplementària.
- L'existència de confluències molt pròximes les unes a les altres.

Les crescudes més importants no es deuen a la torrencialitat de les seves precipitacions sinó a la persistència i la repetició de pluges molt intenses durant diversos dies. El sòl es troba llavors saturat i no pot absorbir molta més aigua, i en no lluir el sol, l'evaporació és poc rellevant. En tot cas, això no exclou l'existència de crescudes devastadores degudes a l'ona potent formada en un riu secundari per pluges torrencials.

## Formació d'un riu

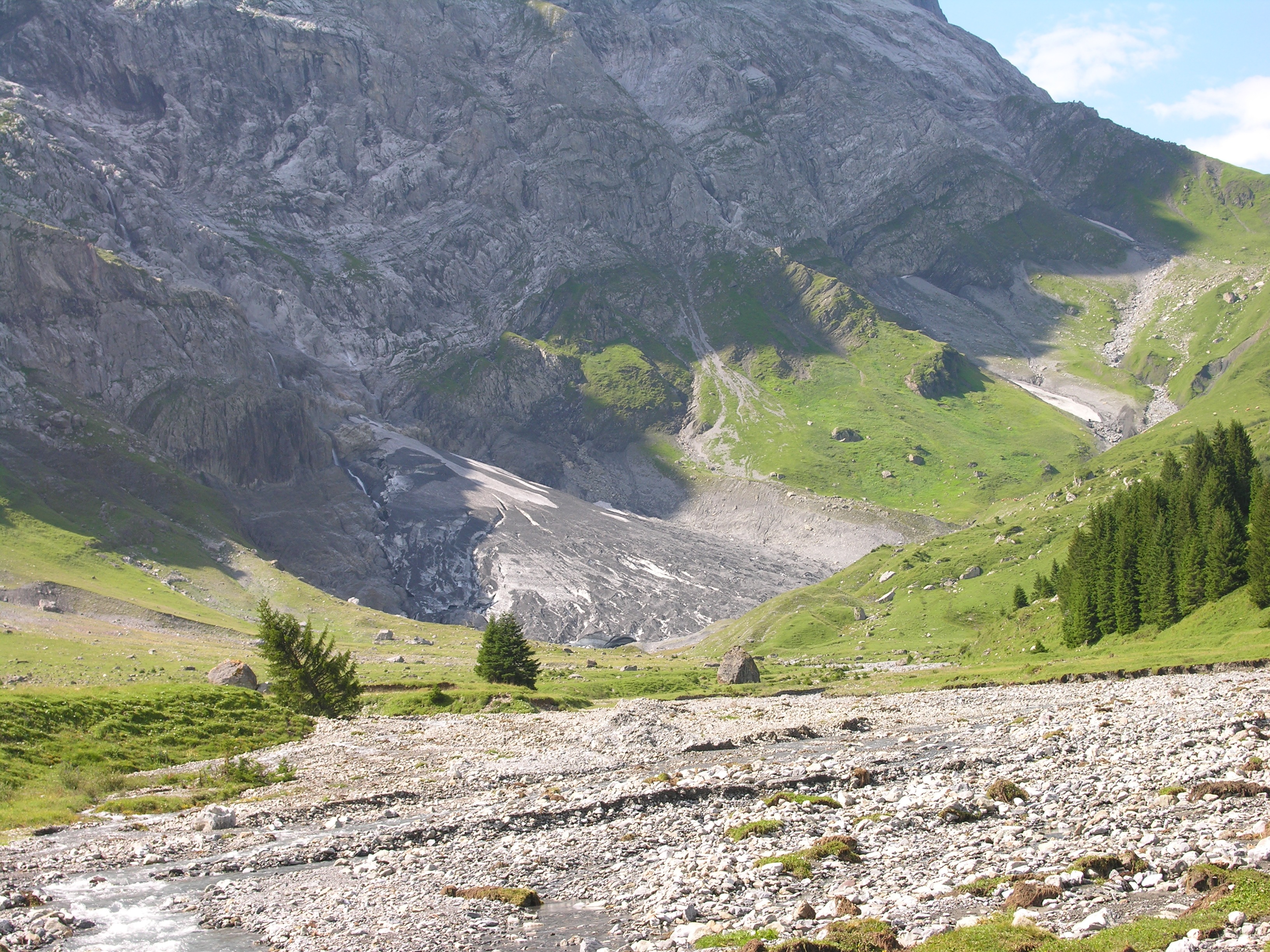
El principi d'un riu de muntanya als Alps Suïssos (Reichenbach, Grosse Scheidegg)

Els rius poden rebre aigua de diverses fonts. A vegades aquestes fonts estan relacionades de forma directa o indirecta amb les precipitacions o pluges. Moltes vegades, la pluja descendeix pels pendents formant un corrent superficial. Al concentrar-se pot formar un curs d'aigua. Això ocorre quan la superfície és impermeable, és a dir, quan no es filtra pel sòl, i succeïx amb determinats tipus de roques. També ocorre quan el volum d'aigua que traginen en el llit és major que la que s'infiltra en el sòl. Quan el terreny es troba saturat d'aigua, es produïx una impermeabilització transitòria.
Els rius també poden rebre aigua dels brolladors. L'aigua subterrània és una important font fluvial, perquè aporta aigua molt després de la idea de precipitacions, mantenint un cabal relativament constant, a diferència d'aquells rius que només reben les aigües de pluja el règim de les quals és molt més irregular. Els rius que reben aigües subterrànies són aquells que tenen una alimentació freàtica.
Una tercera font és el desgel. Els rius de les regions glaciars reben més aigua durant els mesos d'estiu, quan es fonen les neus o el gel de les glaceres.

## Topografia

### Les parts més bàsiques del riu
Un riu és compost per diverses parts bàsiques. El curs del riu és el seu recorregut. L'inici i capçalera del riu dit també aiguaneix, deu o font d'on prové l'aigua, es troba al que s'anomena curs alt, que fluïx dins del llit principal. Els corrents menors que s'unixen a un riu, sovint al seu tram o curs mitjà, s'anomenen tributaris. L'aigua circula normalment confinada en un canal o rec, amb un pis anomenat llit o jaç entre els bancs, vores o marges. La part final d'un riu és la seva desembocadura, a vegades anomenat gola o sòl de riu, que es troba al curs baix. La quantitat d'aigua que flueix dins un riu per unitat de temps és el seu cabal (vegeu "Règim hidrològic" més amunt).

### Altres termes importants
En les parts on el riu flueix en àrees relativament planes, forma meandres: estableix corbes regulars, podent arribar a formar llacs. Al fluir el riu, tragina grans quantitats de sediments, els que poden donar origen a illes sedimentàries, anomenades deltes. Aquells rius la desembocadura dels quals acaba en una boca molt ampla i profunda formen estuaris. Quan un riu descendeix ràpidament sobre un terreny inclinat es formen els ràpids, salts, trencades o cascades.
Altres termes importants a distingir en un riu són: 
- Jaç : dit també buc, caixer, mare o llit dels rius i rierols és la part del fons d'un vall per on discorren les aigües en el seu curs: és el límit físic normal d'un flux d'aigua, essent els seus límits laterals les riberes. El llit menor, aparent o normal és aquell pel qual s'escola l'aigua fins i tot durant l'estiu (d'aquí que alguns li donin el nom permanent). El llit gran o plana d'inundació, que conté al primer, només és envaït pel curs de les crescudes i, en general, durant l'estació anual en què el cabal augmenta i el període depèn, per la seva durada i per l'època de l'any en què se situa, el règim propi de cada riu. La naturalesa de qualsevol llit fluvial és sempre una funció de la dinàmica del flux i dels materials geològics locals que poden influir a aquest flux.
- tàlveg és la línia que marca la part més fonda d'una vall, i és el camí per on van les aigües dels corrents naturals. En termes científics s'utilitza també el nom de Talweg, veu procedent de l'alemany que significa "camí de la vall", és la línia que uneix els punts de menys alçada en una vall o al llit d'un riu i on el corrent, si n'hi ha, és més ràpida. A l'hemisferi nord, el tàlveg dels rius més cabalosos es desplaça de forma lleugera, però consistent, cap a l'esquerra, d'acord amb l'anomenat efecte de Coriolis produït pel moviment de rotació terrestre.[1] A l'hemisferi sud, el desplaçament es realitza cap a la dreta. En el traçat de l'Orinoco es podria comprovar que l'illa Ratolí es troba en territori veneçolà, el que indica que el tàlveg passa pel braç esquerre de l'illa la riba també esquerra, ja és territori colombià. En dret es fa referència al tàlveg especialment quan es tracta de fixar la línia fronterera en un curs d'aigua encara que, quan es tracta de rius divagants, de planes, amb nombrosos meandres, pot ser problemàtic fixar el límit o frontera al llit fluvial d'un riu.
- Marge dret. Mirant riu avall, el marge que es troba a la dreta.
- Marge esquerre. Mirant riu avall, el marge que es troba a l'esquerra.
- Aigües avall. Amb relació a una secció d'un curs d'aigua, sigui principal o afluent, es diu que un punt està aigües avall, si se situa després de la secció considerada, avançant en el sentit del corrent.
- Aigües amunt. És el contrari de la definició anterior.
- Plana al·luvial és la part orogràfica que conté un curs d'un riu i que pot ser inundada davant una eventual crescuda de les aigües d'aquest. Moltes vegades la topografia de les planes costaneres dels rius està en forma de cons, anomenat con de dejecció, el que significa que la llera del riu podria desplaçar-se amb força facilitat, inundant zones allunyades del llit fluvial principal actual. Aquestes zones constitueixen zones interessants per al desenvolupament del reg, a causa de la topografia favorable com per desviar aigua del riu cap a qualsevol punt de la seva zona al·luvial. Es tracta llavors de zones vulnerables. Els rius estan generalment encarrilats, protegint així les zones agrícoles tal com les zones urbanes. A més, per tenir accés més fàcil a l'aigua, les ciutats van ser, moltes vegades, construïdes molt a prop dels rius, el que les torna més vulnerables. Per reduir els riscs de canvi important de llit durant crescudes fortes, s'ha de tenir en compte la dinàmica fluvial dels rius associada amb el transport de sediments, controlant l'evolució dels Jaços i evitant errors greus com ara punts de reducció excessius de la secció del riu. S'ha de preveure punts de desbordament dels rius clarament identificats, amb la realització d'abocadors que permeten de reduir els riscos de trencament incontrolat de dics, a utilitzar en lloc de patir les conseqüències d'esdeveniments excepcionals. Algunes civilitzacions avançades, en l'antiguitat s'han desenvolupat en planes al·luvials, com per exemple: la civilització de la vall de l'Indus, Mesopotàmia, antic Egipte…

La velocitat de les aigües d'un riu és molt més gran en la part on el llit és més profund, a certa profunditat, ja que en la superfície (per la fricció amb l'aire) l'aigua va més lenta. De manera que en el fons (per el fregament amb el llit), als marges i, en general, on és menys profund, l'aigua es mou més lentament. Aquesta diferència de velocitat fa que, de manera inevitable, el fons i les vores dels rius de plana vagin pujant amb el temps fins a arribar a quedar per sobre de les zones situades a banda i banda del riu, el que pot produir inundacions molt extenses. La demostració d'aquest esquema fluvial es presenta en un tipus de rius que es denominen rius tipus Yazoo (un riu que s'escola al costat del Mississipi sense desembocar-hi) que corren paral·lels al riu principal, el qual ocupa un canal més elevat que impedeix que s'hi vessin. Aquesta elevació de la mare de riu es deu, evidentment, al fet que la velocitat de les aigües per l'escàs pendent fa que els sediments arrossegats pel riu es vagin dipositant en els llocs on aquesta velocitat és menor, és a dir, en el fons del caixer i als marges d'aquest.

### Singularitats
Els rius presenten o poden presentar, al llarg del seu curs, alguns accidents o singularitats naturals o artificials. Algunes d'aquestes singularitats són les següents:
- Aiguamoll
- Aigües braves
- Cadolla (clot)
- Cascada
- Congost (hidrografia)
- Delta fluvial
- Dic
- Embassament
  - Assut
  - Peixera (resclosa)
- Gorg
- Gorga
- Meandre
- Pas de peix
- Pont
  - Palanca (passera)
  - Transbordador o barca de pas
    - Barquer (ofici)
- Pou artesià
- Resclosa
- Ressalt hidràulic[2]
- Riu subterrani
- Sallent
- Toll de riu

## Tipus de rius

### Perennes
Són rius de zones temperades i de tropical humida, les precipitacions dels quals es troben repartides al llarg de l'any. Estan constantment reabastits, encara que poden experimentar canvis estacionals i diaris en el seu cabal, a causa de les fluctuacions de les precipitacions i a l'aportació de cada tempestat.

### Estacionals
Aquests rius i rambles són de zones amb clima tipus mediterrani, on hi ha estacions molt diferenciades, amb hiverns humits i estius secs. Flueixen intermitentment, amb cabal variable. És sovint el cas de les rieres, a vegades encara en les seves lleres naturals de sorra, a indrets i pobles costaners dels Països Catalans. Els barrancs o torrents solen formar-se en zones més muntanyoses i solen ser més petits i sovint rocosos.

### Transitoris
Són els rius de llocs amb clima desèrtic o sec, en els quals es pot estar sense precipitacions durant anys. Açò és a causa de la poca freqüència de les tempestats en el desert. Però quan hi ha descàrregues de tempestat, que moltes vegades són torrencials, els rius sorgixen ràpidament i a gran velocitat. Reben el nom de uadis els llits quasi sempre secs de les zones desèrtiques, que poden arribar a tindre crescudes violentes i molt breus.

### Cursos d'aigua
| Curs fluvial | Cabal                    | Continuïtat                                    |
| ------------ | ------------------------ | ---------------------------------------------- |
| Riu          | Abundant                 | Porta aigua tot l'any                          |
| Rierol       | Escàs                    | Porta aigua tot l'any                          |
| Riera        | Variable                 | S'asseca en èpoques seques, excepte quan plou  |
| Torrent      | Escàs (intens quan plou) | Porta aigua quan plou i els pocs dies següents |

## Conques dels rius
Alguns rius curts i torrents poden fluir des de la seua capçalera o inici fins al mar sense convertir-se en afluents o tributaris d'un altre major, ni rebre aigua d'altres rius. La resta dels rius, tal vegada la majoria, forma part d'un sistema fluvial ocupant una conca hidrogràfica. Algunes conques abracen pocs quilòmetres quadrats, en canvi la conca de l'Amazones s'estén al llarg de 7 milions de km².
La conca hidrogràfica és l'espai delimitat per la unió de totes les capçaleres que formen el riu principal o el territori drenat per un únic sistema de drenatge natural, és a dir, que drena les seves aigües al mar a través d'un únic riu, o que aboca les seves aigües a un únic llac endorreic. Una conca hidrogràfica és delimitada per la línia de cims, també anomenada divisòria d'aigües. L'ús dels recursos naturals es regula administrativament separant el territori per conques hidrogràfiques.
La línia divisòria de les aigües o divisòria de drenatge és el límit entre les conques hidrogràfiques contigües de dos cursos d'aigua. A cada costat de la divisòria d'aigües, les aigües precipitades acaben sent recollides pel riu principal de la conca respectiva.
A les regions muntanyoses o de relleu acusat, la divisòria passa per les crestes i elevacions on s'uneixen les últimes vessants de cada conca. Per contra, la fixació d'una línia divisòria en les regions pantanoses pot resultar gairebé impossible. Així, les aiguas dels aiguamolls de Belarús, segons les pluges o la direcció del vent, poden córrer cap al mar Negre o cap al Mar Bàltic. El mateix passa amb les conques de l'Amazones i del riu Paraná, les aigües es troben barrejades en el seu curs superior.
La línia divisòria de les aigües és un important criteri geopolític pel qual s'han establert fronteres entre països, estats o entitats subnacionals. En dret romà aquest criteri es denomina Divortium aquarum.
Les principals característiques d'una conca són:
- La corba cota superfície: aquesta característica dona a més una indicació del potencial hidroelèctric de la conca.
- El coeficient de forma: dona indicacions preliminars de l'ona d'avinguda que és capaç de generar.
- El coeficient de ramificació: també dona indicacions preliminars respecte al tipus d'ona d'avinguda.

El relleu d'una conca consta de les valls principals i secundaris, amb les formes de relleu majors i menors i la xarxa fluvial que conforma una conca. Està format per les muntanyes i les seves collades, per les trencades o torrents, valls i altiplans.
El riu principal sol ser definit com el curs amb més cabal d'aigua (mig o màxim) o bé amb major longitud o major àrea de drenatge, encara que hi ha notables excepcions com el riu Missisipi. Tant el concepte de riu principal com el de naixement del riu són arbitraris, com també ho és la distinció entre riu principal i afluent. No obstant això, la majoria de conques de drenatge presenten un riu principal ben definit des de la desembocadura fins prop de la divisòria d'aigües. El riu principal té un curs, que és la distància entre el seu naixent i la seva desembocadura.
En el curs d'un riu distingim tres parts: 
El curs superior o curs alt, ubicat en el més elevat del relleu, on l'erosió de les aigües del riu és vertical. El seu resultat: l'aprofundiment del llit fluvial.
El curs mitjà, on el riu comença a zigzaguejar, eixamplant la vall.
El curs inferior o curs baix, situat a les parts més baixes de la conca. Allà, el cabal del riu perd força i els materials sòlids que porta es sedimenten, formant les planes al·luvials o valls.

## Rius i paisatges
Els rius erosionen roques i sediments, arribant a obrir llits i valls, modelant el paisatge. El llit profund del riu Colorado, en Estats Units, ha retallat en alguns llocs fins a una profunditat d'1,5 km, formant el Gran Canyó. I el canó del riu Mages, en el Perú, és encara més profund, amb uns 3 km. de profunditat.
Les valls fluvials en general tenen forma de V, sobretot, en les zones muntanyoses d'alçament recent, però esta forma es modifica al llarg del curs del riu, ampliant a més la seva mida, és a dir, el perfil transversal.

## Rius navegables
Certs rius tenen un paper important pel transport de mercaderies (com el Rin, el Danubi, el Mosa, l'Escalda, el Tàmesi…). A Europa, des de 1992, aquests rius es classifiquen segons la classificació CEMT que determina la mida, la capacitat i el calat de les embarcacions i de les rescloses eventuals.

## Biologia
La flora i fauna dels rius són molt diferents a la que es troba en els oceans perquè l'aigua és dolça. Les espècies que habiten els rius s'han hagut d'adaptar als corrents. Alguns peixos d'aigua dolça són: 
- Anguila: Naix en el Mar dels Sargazos. Les larves emigren cap als rius europeus i nord-africans, on arriben als tres anys (angules). En els rius passaran entre 4 i 10 anys, moment en què comencen la seua migració reproductora cap al lloc en què van nàixer. Els adults moren després de reproduir-se.
- Ciprínids: Viuen en aigües de corrent suau
- Carpa: És molt popular en la pesca i existeixen esquers específics per la seva captura. Ha estat introduïda en tots els continents excepte a l'Antàrtida.
- Scardinius: Viuen en aigües tranquil·les i molt plenes de vegetació
- Gobi: A Catalunya aquest peix es troba a l'Estany de Puigcerdà i puntualment en alguns llocs del Rosselló.
- Madrilleta vera: S'adapta a les aigües fangoses encara que preferix les clares.
- Salmó: naix en aigües de corrent ràpid i fons pedregosos. Als tres anys migra cap al mar i torna al riu per a reproduir-se.
- Truita de riu: Viu en aigües clares i fredes, riques en oxigen.
- Barb: Molt abundants, amb l'aleta dorsal curta. Viuen preferentment prop del fons.

L'ecosistema pot ser diagnosticat a nivell ecològic i hidrològic segons un mètode proposat al Manual RiuNet.

## Pol·lució
L'aigua és un recurs renovable en perill per culpa de l'activitat humana. Tota l'aigua pura procedent de les pluges, ja abans d'arribar al sòl rep la seua primera càrrega pol·luent, quan dissol substàncies com a diòxid de carboni, òxids de sofre (SO₂ i SO₃) i de nitrogen (NO, NO2…), que la converteixen en pluja àcida. Ja en el sòl, l'aigua discorre per la superfície o s'infiltra cap a capes subterrànies. En travessar els camps, l'aigua del riu es carrega de pesticides i quan passa per ciutats arrossega productes com naftes, olis de cotxe, metalls pesants, etc. Els rius mostren una certa capacitat de desfer-se dels pol·luents, però per a això necessiten tindre d'un tros molt llarg en les quals les bacteris puguen realitzar el seu treball depurador. En un riu pol·luït per matèria orgànica es distingeixen tres zones a partir del punt de contaminació:
- Zona polisapròbia: Molt pol·luïda. Elevada població de bacteris.
- Zona mesosapròbia: Pol·lució mitjana. Els bacteris ja han eliminat gran part de la pol·lució orgànica.
- Zona oligosapròbia: L'aigua està en les mateixes condicions que abans del punt on s'ha produït la pol·lució.

## Potamologia
La potamologia és la ciència que estudia els rius. Prové del grec potamos (Ποταμός), que significa riu. Abasta conceptes com els del seu cabal, llit, conca, curs o corrent, règim fluvial, dinàmica fluvial, perfils (longitudinal i transversal), afluents i la seva importància, ecologia, flora, fauna, recursos hídrics i hidroelèctrics, navegació fluvial, etc.
Té dues branques principals, com són la hidrologia i la dinàmica fluvial; la primera s'encarrega del cabal dels rius, el règim i interpretacions en funció dels diferents factors; en canvi la segona, abasta els aspectes de les forces que les aigües exerceixen.

## Rècords associats als rius
Resulta difícil mesurar la longitud exacta d'un riu a causa de les propietats del terreny per on fluïx. A continuació es llisten els 10 majors rius del món amb una longitud aproximada:
1. Amazones (6.788 km)
2. Nil (6.695 km)
3. Iang-Tsé (6.380 km)
4. Mississipi - Missouri (6.270 km)
5. Ienissei (5.539 km)
6. Riu Groc o Huang He (5.464 km)
7. Obi (5.400 km)
8. Amur (4.410 km)
9. Congo (4.380 km o 4.670 km, segons es consideri el lloc d'inici d'aquest riu)
10. Lena (4.260 km)

Entre els rius més antics de la Terra es troben el Mosa, que flueix des del paleozoic; el Iang-Tsé, el New River i el Nil. La datació s'ha fet per l'estudi de la geologia de les seves conques, tot i que d'alguns d'ells es troben fonts escrites molt primerenques.

## Legislació sobre els rius
Vers la propietat les aigües dels rius són majoritàriament públiques, cal tenir en compte però diferents titularitats:
Quant a la font del riu, si aquesta està ubicada en un terreny privat la titularitat d'aquesta recau en l'amo de la terra (quan les aigües surten del terreny privat esdevenen públiques), mentre que si es tracta d'un terreny públic la titularitat serà pública. Les aigües dels rius són de titularitat estatal mentre que les aigües sobrants de fonts, clavegueres i establiments públics d'un poble són del mateix poble.
Quan un riu serveix de frontera entre estats aquesta se sol fixar mig mateix si no hi ha res acordat en contra.

## Gènere de la toponímia
Tots el rius catalans són de gènere masculí, excepte: la Bassa, la Canta-rana, la Castellana, la Garona (era Garona en aranès), la Llentillà, La Llitera, la Llavanera, la Muga, la Mugueta, la Noguera (de Cardós, de Tor, de Vallferrera, Pallaresa, Ribagorçana), la Ribereta del Pujol, la Riberola, la Rotjà, la Sosa (de Peralta, de Sanui), la Tet, la Tordera, la Valira (d'Encamp, la Gran Valira, d'Ordino, de Castanesa, de Cornudella).
La Daró (o m.), l'Anoia (ús vacil·lant).

## El riu com a metàfora
Dotat d'una gran càrrega simbòlica, tradicionalment el riu ha ocupat una posició destacada en l'imaginari de les societats de ribera. Les antigues creences i els costums mostren el riu com a generador de vida i de fertilitat, així com un element renovador i purificador. En són testimoni les divinitats fluvials i la seva presència, pràcticament arreu, com a element simbòlic (les deïtats gregues Aqueloos i Nàiade, el Nil egipci, el Ganges indi o el Jordà bíblic, etc.). Malgrat tot, en altres casos, com les riuades o els ofegats, el riu personifica la por de la natura desbocada i, per tant, s'associa a la mort i a l'oblit.
La violència de les aigües i la fecunditat són a l'origen de la seva representació mitjançant una figura tauromorfa (bou, Apis) o antropomorfa però amb banyes. A partir del segle iv aC n'hi ha representacions com d'un jove nu, o sota l'aspecte d'altres animals (serp, gos). A partir de l'hel·lenisme preval el tipus d'home barbut, amb diversos atributs. Són cèlebres les estàtues del Nil (als Museus Vaticans) i del Tíber (al Museu del Louvre) i la representació del Danubi a la columna Trajana de Roma.
Des de sempre, el riu ha estat una font d'inspiració literària, un recurs simbòlic, una metàfora poètica que ha servit per expressar un món interior de sensacions profundament arrelades al nostre subconscient col·lectiu. Així mateix, ha estat vist com un mirall que mostra una imatge canviant de la nostra memòria més profunda.
El riu és una metàfora habitual per representar la vida humana, ja que flueix (passa el temps), té accidents i depèn de terreny i desemboca en el mar, on es queda en repòs (la mort). És un tòpic clàssic grecollatí que apareix en la literatura europea de diferents períodes, sovint associat a reflexions sobre la incertesa i el canvi de la vida o al tempus fugit.